# Chain Moraines
Chain Moraines är en kulle i Antarktis. Den ligger i Östantarktis. Nya Zeeland gör anspråk på området. Toppen på Chain Moraines är 1 564 meter över havet.
Terrängen runt Chain Moraines är varierad. Trakten är obefolkad. Det finns inga samhällen i närheten. 